# Sant Sebastià d'Oristà

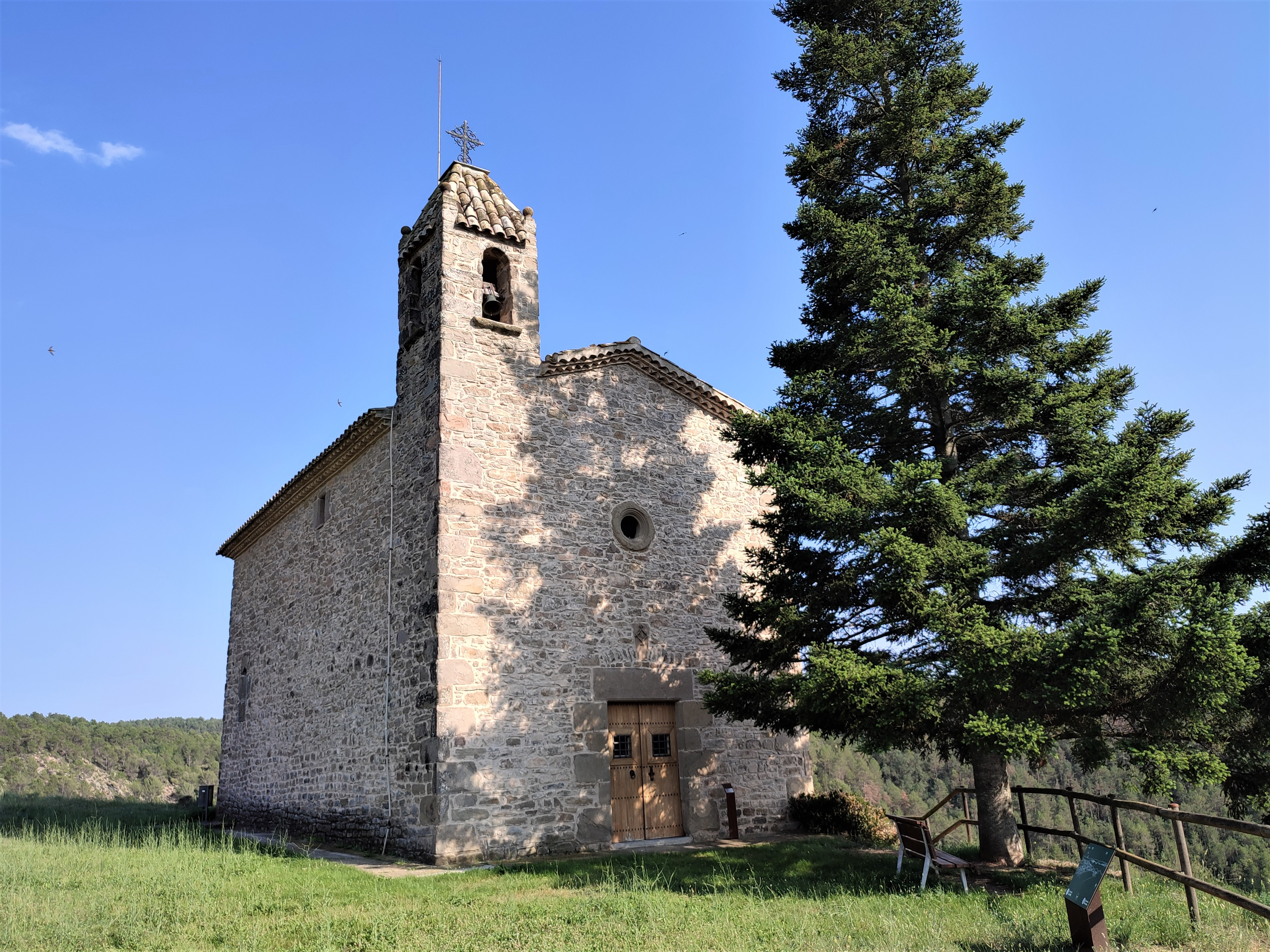
L'església

Sant Sebastià d'Oristà és una església d'Oristà (Lluçanès) protegida com a bé cultural d'interès local.

## Descripció
Església d'una sola nau, sense absis i amb el teulat a doble vessant amb el carener perpendicular a la façana principal.
Murs de pedres irregulars arrebossats per l'exterior i enguixats per l'interior.
A la part esquerre de la façana, que presenta una porta amb llinda i un petit ull de bou, hi ha adossat un petit campanar de planta quadrada que s'alça per sobre l'església i es cobreix amb una teulada a quatre vessants de forma piramidal.
Al portal d'entrada hi ha una llinda amb la data 1522 i damunt seu, una dovella inserida a la paret amb un relleu de Sant Cristòfol. L'església fou reconstruïda el segle xviii aprofintant antics elements com aquesta dovella.

## Història
L'església de Sant Sebastià possiblement és l'herència de l'antiga capella de Sant Cristòfol, documentada des del 923. Enderrocada pels terratremols del segle xv, es concedeix al rector d'Oristà poder construir de nou l'església a l'antic puig de Sant Joan. L'edifici havia de contenir un altar dedicat a Sant Cristòfol i un altre dedicat a Sant Sebastià.
A partir del 1600 ja s'anomena de Sant Sebastià. El 1686 s'hi deia missa cada diumenge.
No hi havia fonts baptismals, ni sagrari, ni fossar. Hi havia un altar dedicat a Sant Roc i un altre a Sant Sebastià.
El 1692, a més de repetir-se l'ordre de renovar els retaules de papers, es manava confeccionar ornaments i enrajolar la capella.
El 1737 es disposa dir missa sols per Sant Sebastià i Sant Roc.